# Десешть
Десешть, Десешті (рум. Desești) — село у повіті Марамуреш в Румунії. Адміністративний центр комуни Десешть.
Село розташоване на відстані 408 км на північний захід від Бухареста, 23 км на північний схід від Бая-Маре, 112 км на північ від Клуж-Напоки.

## Населення
За даними перепису населення 2002 року у селі проживали 974 особи, з них 972 особи (99,8%) румунів. Рідною мовою 971 особа (99,7%) назвала румунську.